# Sławomir Mentzen
Sławomir Jerzy Mentzen (* 20. listopadu 1986) je polský politik, podnikatel a daňový poradce. V roce 2025 kandidoval na prezidenta Polská ze strany Konfederace svobody a nezávislosti. Získal 2 902 448 hlasů (14,81%)

## Život
Vystudoval teoretickou fyziku a následně absolvoval doktorské studium v ekonomii na Univerzitě Mikuláše Koperníka v Toruni. Disertaci týkající se veřejného dluhu obhájil v roce 2015. Podnikat začal v oblasti daňového poradenství a vedení účetnictví. Je předsedou pravicové euroskeptické strany Nová naděje, která je součástí tzv. Konfederace. Za partnery této strany bývá považována
německá Alternativa pro Německo nebo česká parlamentní SPD.

## Politické postoje
V ekonomické oblasti se Sławomir Mentzen vyslovuje za omezení sociálních dávek a snížení daní. Obhajuje dovoz ruského uhlí
s tím, že je důležité zaručit jeho dostatek i pro zranitelné skupiny občanů.
Mentzen se dříve vyjadřoval odmítavě vůči určitým skupinám obyvatel,
později však tvrdil, že jsou některá z těchto tvrzení vytržená z kontextu.

## Kandidatura na prezidenta 2025
V prezidentských volbách v roce 2025 kandidoval na funkci polského prezidenta. V březnu 2025 se v předvolebních průzkumech pohyboval s podporou přesahující 20 % těsně na druhém místě. Se ziskem 14,81 % hlasů nakonec skončil na třetím místě, ve druhém kole nepodpořil žádného z kandidátů. S oběma postupujícími kandidáty (Rafałem Trzaskowskim a Karolem Nawrockim) však uspořádal rozhovor na svém kanále na platformě YouTube.